# Kuuk Thaayorre (llengua)
El Kuuk Thaayorre és una llengua aborigen d'Austràlia que forma part de la família lingüística Pama-Nyungan, la més extensa i diversa del continent. És parlada pel poble Thaayorre, que tradicionalment ha habitat la regió sud-oest de la península del Cap York, a l'estat de Queensland. Aquesta llengua, profundament vinculada a la cultura i el territori del poble Thaayorre, constitueix un element fonamental per comprendre la seva visió del món i el seu llegat cultural.

## Població i territori
Els Thaayorre són un poble indígena que històricament ha ocupat una zona costanera i fluvial al voltant del riu Coleman, un territori caracteritzat per la presència de manglars, planes d'inundació i boscos. Aquest entorn natural ha influït directament en el desenvolupament de la seva llengua, que reflecteix una comprensió detallada i precisa del paisatge i dels cicles naturals. La vida dels Thaayorre s'ha basat tradicionalment en una estreta relació amb el medi, un aspecte que es manifesta clarament en la terminologia específica i en les estructures lingüístiques del Kuuk Thaayorre.

## Història lingüística
El Kuuk Thaayorre forma part de la família Pama-Nyungan, que inclou la majoria de les llengües aborígens australianes. Es creu que aquesta família es va expandir per tot el continent mitjançant migracions i interaccions entre diferents grups indígenes fa milers d'anys.
El nom Kuuk Thaayorre significa literalment "la llengua dels Thaayorre", ja que kuuk vol dir "llengua" o "idioma". Tot i que actualment la llengua es troba en situació de risc, amb menys de 300 parlants actius, ha mantingut una vitalitat destacable comparada amb moltes altres llengües indígenes australianes, moltes de les quals ja s'han extingit.

## Característiques lingüístiques
El Kuuk Thaayorre es distingeix per diverses característiques que el fan únic dins del paisatge lingüístic global:
- Sistema direccional absolut: Els parlants utilitzen punts cardinals, com nord, sud, est i oest, en lloc de termes relatius com dreta o esquerra. Per exemple, en lloc de dir "la tassa és a la teva dreta", diuen "la tassa és a l'est". Aquest sistema direccional obliga els parlants a mantenir una consciència constant de la seva orientació espacial.
- Pensament espacial i percepció: Els investigadors han estudiat extensament el Kuuk Thaayorre pel seu impacte en la manera com els parlants perceben i conceptualitzen l'espai. Aquesta llengua contribueix a desenvolupar habilitats excepcionals d'orientació, fins i tot en entorns desconeguts.
- Riquesa lèxica i ecològica: El vocabulari del Kuuk Thaayorre està profundament arrelat en el coneixement del medi natural i en les pràctiques culturals dels Thaayorre. Inclou termes específics per descriure fenòmens meteorològics, patrons de navegació i cicles de vida de plantes i animals.

## Impacte de la colonització
La colonització europea ha tingut un efecte devastador sobre moltes llengües aborígens australianes, inclòs el Kuuk Thaayorre. Les polítiques d'assimilació, el desplaçament forçat de les comunitats indígenes i l'expansió de l'anglès com a llengua dominant han reduït dràsticament el nombre de parlants. A més, la transmissió intergeneracional de l'idioma s'ha vist interrompuda en gran manera.
Malgrat aquestes adversitats, la comunitat Thaayorre ha impulsat esforços per preservar la seva llengua i tradicions. Programes de documentació lingüística i iniciatives educatives han estat clau per garantir que el Kuuk Thaayorre no desaparegui completament.

## Situació actual
Actualment, el Kuuk Thaayorre és parlat principalment per membres de més edat de la comunitat. Per preservar aquesta llengua, s'estan desenvolupant iniciatives com programes d'educació bilingüe, la creació de recursos d'aprenentatge i l'enregistrament de parlants natius per a la seva documentació. Tot i que el nombre de parlants és reduït, aquests esforços ofereixen una esperança per a la revitalització de la llengua.